# Anthrenus alatauensis
Anthrenus alatauensis is een keversoort uit de familie spektorren (Dermestidae). De wetenschappelijke naam van de soort werd in 1962 gepubliceerd door Mroczkowski.